# Journal of Business Chemistry
Journal of Business Chemistry (JoBC) ist eine dreimal jährlich erscheinende wissenschaftliche Zeitschrift zu Managementthemen in der chemischen Industrie und verwandter Branchen. Die erste Ausgabe erschien im Mai 2004. Das JoBC ist eine Open-Access-Zeitschrift. Die derzeitigen Chefredakteure des JoBC sind Jens Leker von der Universität Münster und Hannes Utikal von der Provadis Hochschule.
Ziel der Zeitschrift ist es, den interdisziplinären Austausch zu neuen wissenschaftlichen Erkenntnissen und industriellen Trends an der Schnittstelle zwischen Chemie und Betriebswirtschaftslehre zu fördern. Damit soll das JoBC zur Weiterentwicklung des Fachgebiets Wirtschaftschemie beitragen. Die Einrichtung des JoBC wurde durch die Deutsche Forschungsgemeinschaft (DFG) gefördert.
Im Zeitschriften-Ranking des Australian Business Deans Council (ABDC) wird das JoBC seit 2016 gerankt und im aktuellen ABDC Ranking in der vierthöchsten Kategorie “C” geführt.